# 親責任
親責任（おやせきにん、parental responsibility）は、親権またはそれに類似する権利義務関係で、子の身上または財産に関する親や後見人その他の法定代理人の権利義務を決定する性質のものをいう（親責任及び子の保護措置に関する管轄権、準拠法、承認、執行及び協力に関する条約1条2項）。

## 国際法
親責任の概念は1984年のヨーロッパ評議会閣僚委員会で採択された。1989年に採択された児童の権利に関する条約18条でも責任（responsibility）という表現が用いられた。
1996年の親責任及び子の保護措置に関する管轄権、準拠法、承認、執行及び協力に関する条約（1996年ハーグ条約）では「親権又はそれと類似の権利義務関係であって、子の身上又は財産に関する親、後見人他の法定代理人の権利義務を決定するものをいう」と定義された（1996年ハーグ条約1条2項）。

## 国内法

### イギリス
イギリスでは1989年児童法により親責任（Parental Responsibility）の概念が採用された。1989年児童法では親責任は「法により子の親が子及び子の財産に関して有するすべての諸権利、諸義務、諸機能、諸責任及び権威｣と定義されている。

### オーストラリア
オーストラリアでは通常は双方の親が親責任を有する共同親責任か後見（guardianship）がとられる。親責任は生物学的な親子関係もしくは養子縁組に基づいて成立するもので、両親が婚姻関係にあるかや子と一緒に住んだことがあるかは関係ない。 